# MNI Centrum Usług
MNI Centrum Usług (dawniej MNI Telecom) – operator telekomunikacyjny, działający w ramach struktur Grupy Kapitałowej MNI SA, spółki mediowej notowanej na GPW, skupiającym całość tradycyjnej działalności telekomunikacyjnej grupy MNI S.A.
MNI Telecom i jej spółki zależne obsługują ponad 200 tys. abonentów, świadcząc usługi telefonii stacjonarnej i usługi internetowe. Oprócz usług tradycyjnej telefonii stacjonarnej, telefonii komórkowej oraz szerokopasmowego dostępu do Internetu, firma świadczy szereg usług dodatkowych, takich jak usługi hostingowe, usługi transmisji danych i usługi telefonii internetowej IP.
We wrześniu 2009 roku firma MNI Telecom S.A. podpisała z Polskim Przedsiębiorstwem Wydawnictw Kartograficznych im. Eugeniusza Romera S.A. (PPWK) umowę nabycia 100% udziałów w firmie telekomunikacyjnej Neotel Communication Polska Sp. z o.o.
W 2011 roku MNI Telecom S.A. odkupiła od spółki Hyperion S.A. z Katowic jej infrastrukturę telekomunikacyjną oraz udziały w czternastu spółkach zależnych (m.in. Stream Communications Sp. z o.o.).
W grudniu 2013 roku MNI Telecom S.A został ukarany przez Urząd Ochrony Konkurencji i Konsumentów za naruszanie zbiorowych interesów konsumentów podczas podpisywania umów poza lokalem przedsiębiorcy w postaci braku informowania o możliwości odstąpienia od umowy, niewręczanie klientom wzoru oświadczenia ułatwiającego rezygnację z kontraktu, oraz za pobieranie opłat w sytuacji rozwiązania umowy w ustawowym terminie. Za naruszenie zbiorowych interesów konsumentów nałożona kara wyniosła ponad 900 tys. zł. Decyzja nie jest ostateczna, ponieważ spółka MNI Telecom S.A. odwołała się do sądu.
Z dniem 10 grudnia 2013 roku MNI Telecom S.A. zmieniła nazwę na MNI Centrum Usług S.A..